# Carl Friedrich Canstatt
Carl Friedrich Canstatt, född 11 juli 1807 i Regensburg, död 10 mars 1850 i Erlangen, var en tysk läkare.
Canstatt var professor i Erlangen och gjorde sig känd som koleraläkare. Som skriftställare utövade han ett betydande inflytande genom Die specielle Pathologie und Theraphie vom klinischen Standpunkt aus bearbeitet (1841-42; tredje upplagan 1854-56) och i synnerhet genom tidskriften "Jahresberichte über die Fortschritte der gesammten Medicin", vilken grundades 1841 och efter hans död fortsattes av Rudolf Virchow.